# 沈天啓
沈天啓（1561年—？），字生予，號玄初，南京工部寶源局匠籍，直隸蘇州府崑山縣人，明朝政治人物。

## 生平
萬曆十年（1582年）壬午科應天鄉試第六名舉人，萬曆十四年（1586年）丙戌科會試二百七十二名，登三甲第六十五名。户部观政，任江西奉新縣知縣。十七年调任福建晋江县。

## 家族
曾祖沈海；祖父沈華；父沈承學。母吳氏。具庆下。弟沈天選。